# Liste der Kulturdenkmäler in Erbach (Rheingau)
Die folgende Liste enthält die in der Denkmaltopographie ausgewiesenen Kulturdenkmäler auf dem Gebiet des Ortsteils Erbach der  Stadt Eltville am Rhein, Rheingau-Taunus-Kreis, Hessen.
Hinweis: Die Reihenfolge der Denkmäler in dieser Liste orientiert sich an der Anschrift, alternativ ist sie auch nach der Bezeichnung, der vom Landesamt für Denkmalpflege vergebenen Nummer oder der Bauzeit sortierbar.
Kulturdenkmäler werden fortlaufend im Denkmalverzeichnis des Landes Hessen durch das Landesamt für Denkmalpflege Hessen auf Basis des Hessischen Denkmalschutzgesetzes (HDSchG) geführt. Die Schutzwürdigkeit eines Kulturdenkmals hängt nicht von der Eintragung in das Denkmalverzeichnis des Landes Hessen oder der Veröffentlichung in der Denkmaltopographie ab.

## Liste

### Gesamtanlagen
| Bild            | Bezeichnung                                  | Lage                                                | Beschreibung | Bauzeit | Objekt-Nr. |
| --------------- | -------------------------------------------- | --------------------------------------------------- | ------------ | ------- | ---------- |
| Bild gesucht BW | Gesamtanlage I Alter Ortskern Erbach         | Erbach, Ortskern Lage                               |              |         | 118895 DDB |
| Bild gesucht BW | Gesamtanlage II Eltviller Landstraße, Erbach | Erbach, Eltviller Landstraße 18–24 (Nordseite) Lage |              |         | 118896 DDB |
| Bild gesucht BW | Gesamtanlage III Hauptstraße, Erbach         | Erbach, Hauptstraße 1–5 (Südseite) Lage             |              |         | 118894 DDB |

### A–F
| Bild                                            | Bezeichnung                                | Lage                                                                         | Beschreibung                                                                        | Bauzeit                | Objekt-Nr. |
| ----------------------------------------------- | ------------------------------------------ | ---------------------------------------------------------------------------- | ----------------------------------------------------------------------------------- | ---------------------- | ---------- |
| Wohnhaus Albrechtstraße 1                       | Wohnhaus                                   | Erbach, Albrechtstraße 1 LageFlur: 27, Flurstück: 740, 773                   |                                                                                     |                        | 119037 DDB |
| Wohnhaus                                        | Wohnhaus                                   | Erbach, Albrechtstraße 2 LageFlur: 27, Flurstück: 755                        | Gebäude des ehemaligen Zehnthofs                                                    |                        | 119113 DDB |
| Wohnhaus                                        | Wohnhaus                                   | Erbach, Albrechtstraße 3 LageFlur: 27, Flurstück: 741                        |                                                                                     |                        | 118924 DDB |
| Kleinhofreite                                   | Kleinhofreite                              | Erbach, Andreasgasse 1 LageFlur: 27, Flurstück: 796                          |                                                                                     |                        | 118717 DDB |
| Landhaus                                        | Landhaus                                   | Erbach, Andreasgasse 12 LageFlur: 27, Flurstück: 700                         |                                                                                     |                        | 118718 DDB |
| Dielmannkreuz                                   | Dielmannkreuz                              | Erbach, Bachhöller Weg LageFlur: 9, Flurstück: 187/2                         | Wegekreuz am Ortsrand bei der Erbacher Grundschule.                                 | 1698                   | 119039 DDB |
| Kapelle                                         | Kapelle                                    | Erbach, Eberbacher Straße LageFlur: 27, Flurstück: 407                       |                                                                                     |                        | 118927 DDB |
| Fachwerkhaus Eberbacher Str. 2                  | Fachwerkwohnhaus                           | Erbach, Eberbacher Straße 2 LageFlur: 27, Flurstück: 441                     |                                                                                     | wahrscheinlich um 1495 | 118925 DDB |
| Bild gesucht BW                                 | Brunnen                                    | Erbach, Eberbacher Straße 14, Eberbacher Straße LageFlur: 27, Flurstück: 407 |                                                                                     |                        | 119016 DDB |
| weitere Bilder                                  | Evangelische Pfarrkirche                   | Erbach, Eltviller Landstraße 18 LageFlur: 27, Flurstück: 614                 | Neugotische dreischiffige Hallenkirche. Grablege des Sohns von Marianne von Preußen | 1865                   | 118928 DDB |
| Evangelisches Pfarrhaus Eltviller Landstraße 20 | Evangelisches Pfarrhaus                    | Erbach, Eltviller Landstraße 20 LageFlur: 27, Flurstück: 615                 |                                                                                     | 1865                   | 118929 DDB |
| Wohn- und Verwaltungsgebäude                    | Wohn- und Verwaltungsgebäude               | Erbach, Eltviller Landstraße 22 LageFlur: 27, Flurstück: 609                 |                                                                                     |                        | 118930 DDB |
| Villa Parvulus                                  | Villa Parvulus                             | Erbach, Eltviller Landstraße 24/26 LageFlur: 27, Flurstück: 608              |                                                                                     | um 1860                | 118931 DDB |
| Hofanlage                                       | Hofanlage                                  | Erbach, Franseckystraße 2 LageFlur: 27, Flurstück: 418                       |                                                                                     |                        | 118932 DDB |
| weitere Bilder                                  | Franseckyhof / Von Buttlar-Fransecky-Stift | Erbach, Franseckystraße 4 LageFlur: 27, Flurstück: 417                       |                                                                                     |                        | 119028 DDB |
| Wohngebäude                                     | Wohngebäude                                | Erbach, Friedrichstraße 1 LageFlur: 27, Flurstück: 455                       |                                                                                     | 1725                   | 118935 DDB |
| Wohnhaus                                        | Wohnhaus                                   | Erbach, Friedrichstraße 3 LageFlur: 27, Flurstück: 453                       | Früheres Gasthaus Zum Kühlen Grund.                                                 |                        | 118936 DDB |
| Wohnhaus                                        | Wohnhaus                                   | Erbach, Friedrichstraße 4 LageFlur: 27, Flurstück: 430                       |                                                                                     |                        | 118937 DDB |
| Fachwerkwohnhaus                                | Fachwerkwohnhaus                           | Erbach, Friedrichstraße 12 LageFlur: 27, Flurstück: 425                      |                                                                                     | um 1500                | 118938 DDB |
| Fachwerkwohnhaus                                | Fachwerkwohnhaus                           | Erbach, Friedrichstraße 14 LageFlur: 27, Flurstück: 424                      |                                                                                     |                        | 118939 DDB |

### H–K
| Bild                          | Bezeichnung                        | Lage                                                                                             | Beschreibung                                                            | Bauzeit    | Objekt-Nr. |
| ----------------------------- | ---------------------------------- | ------------------------------------------------------------------------------------------------ | ----------------------------------------------------------------------- | ---------- | ---------- |
| Bildstock                     | Bildstock                          | Erbach, Hauptstraße 2 LageFlur: 27, Flurstück: 603                                               |                                                                         |            | 118942 DDB |
| Hotel Tillmanns               | Hotel Tillmanns                    | Erbach, Hauptstraße 2, Sofienstraße 2, Hauptstraße 4 LageFlur: 27, Flurstück: 603, 604, 605, 606 |                                                                         |            | 118941 DDB |
| Ehemals Emmelhainz'sches Haus | Ehemals Emmelhainz'sches Haus      | Erbach, Hauptstraße 6/8 LageFlur: 27, Flurstück: 543, 544                                        |                                                                         | 1720       | 118943 DDB |
| Wohnhaus                      | Wohnhaus                           | Erbach, Hauptstraße 12 LageFlur: 27, Flurstück: 485                                              |                                                                         |            | 118945 DDB |
| Fachwerkwohnhaus              | Fachwerkwohnhaus                   | Erbach, Hauptstraße 17 LageFlur: 27, Flurstück: 676                                              |                                                                         |            | 118944 DDB |
| Wohnhaus                      | Wohnhaus                           | Erbach, Hauptstraße 21/23 LageFlur: 27, Flurstück: 684                                           |                                                                         | um 1800    | 119054 DDB |
| Wohnhaus                      | Wohnhaus                           | Erbach, Hauptstraße 25 LageFlur: 27, Flurstück: 685                                              |                                                                         |            | 118947 DDB |
| Eckhaus                       | Eckhaus                            | Erbach, Hauptstraße 27 LageFlur: 27, Flurstück: 686                                              |                                                                         | um 1800    | 118946 DDB |
| Wohnhaus                      | Wohnhaus                           | Erbach, Hauptstraße 29 LageFlur: 27, Flurstück: 732                                              |                                                                         |            | 118948 DDB |
| Wohnhaus                      | Wohnhaus                           | Erbach, Hauptstraße 31 LageFlur: 27, Flurstück: 733                                              |                                                                         |            | 119052 DDB |
| Wohnhaus                      | Wohnhaus                           | Erbach, Hauptstraße 33 LageFlur: 27, Flurstück: 735                                              |                                                                         |            | 119053 DDB |
| Heiligenfiguren               | Heiligenfiguren                    | Erbach, Hauptstraße 35 LageFlur: 27, Flurstück: 744                                              |                                                                         |            | 119015 DDB |
| Katholisches Pfarrhaus        | Katholisches Pfarrhaus             | Erbach, Hauptstraße 35 LageFlur: 27, Flurstück: 744                                              |                                                                         | 1900       | 118949 DDB |
| weitere Bilder                | Schloss Reinhartshausen            | Erbach, Hauptstraße 39, Hauptstraße 41 LageFlur: 27, Flurstück: 757, 758                         | Erbaut 1801. Später im Besitz von Marianne von Preußen                  |            | 118952 DDB |
| Fachwerkhaus                  | Fachwerkhaus                       | Erbach, Hauptstraße 40 LageFlur: 27, Flurstück: 399                                              |                                                                         | um 1521/22 | 118950 DDB |
|                               |                                    | Erbach, Hauptstraße 44 LageFlur: 27, Flurstück: 397                                              | Sandsteinfragment eines rundbogigen Pfortengewändes                     |            | 118951 DDB |
| weitere Bilder                | Katholische Pfarrkirche St. Markus | Erbach, Hauptstraße 46, Trostgäßchen, Hauptstraße 50 LageFlur: 27, Flurstück: 394, 395, 396, 763 | Dreischiffige Hallenkirche aus dem letzten Viertel des 15. Jahrhunderts |            | 118953 DDB |
| Alte Schule                   | Alte Schule                        | Erbach, Hauptstraße 50 LageFlur: 27, Flurstück: 394                                              |                                                                         |            | 118954 DDB |
| Wentz-Kreuz                   | Wentz-Kreuz                        | Erbach, Kreuzstraße LageFlur: 11, Flurstück: 70/75                                               | Wegekreuz von 1736                                                      | 1736       | 118955 DDB |

### M–T
| Bild                                          | Bezeichnung                                      | Lage | Beschreibung                                                            | Bauzeit                   | Objekt-Nr. |
| --------------------------------------------- | ------------------------------------------------ | --- | ----------------------------------------------------------------------- | ------------------------- | ---------- |
| Hl. Johannes Nepomuk                          | Hl. Johannes Nepomuk                             | Erbach, Markt LageFlur: 27, Flurstück: 707                                                                  | Heiligenstatue                                                          | 1736                      | 118956 DDB |
| Rathaus                                       | Rathaus                                          | Erbach, Markt 1 LageFlur: 27, Flurstück: 687                                                                |                                                                         | um 1800                   | 118957 DDB |
| Giebelseite mit denkmalgeschütztem Eingang    | Reste des ehem. Gasthauses zum Engel (Sachteile) | Erbach, Markt 2 LageFlur: 27, Flurstück: 459                                                                | Eingang und Eckpfosten des durch Brand zerstörten Gasthauses zum Engel. |                           | 118958 DDB |
| Fachwerk unter Putz                           | Fachwerkhaus                                     | Erbach, Markt 5 LageFlur: 27, Flurstück: 709                                                                |                                                                         |                           | 118719 DDB |
| Altes Rathaus                                 | Altes Rathaus                                    | Erbach, Markt 13 LageFlur: 27, Flurstück: 714                                                               |                                                                         |                           | 118959 DDB |
| Wohnhaus                                      | Wohnhaus                                         | Erbach, Markt 15 LageFlur: 27, Flurstück: 400                                                               |                                                                         |                           | 118720 DDB |
| Bildmitte: Markt 17                           | Fachwerkwohnhaus                                 | Erbach, Markt 17 LageFlur: 27, Flurstück: 403                                                               |                                                                         |                           | 118721 DDB |
| Bild gesucht BW                               | Fachwerkwohnhaus                                 | Erbach, Marktstraße 10 LageFlur: 27, Flurstück: 721                                                         |                                                                         |                           | 118977 DDB |
| Bild gesucht BW                               | Fachwerkwohnhaus                                 | Erbach, Marktstraße 11 LageFlur: 27, Flurstück: 701                                                         |                                                                         |                           | 118960 DDB |
| Ehem. Kohlhaas’scher Hof (Schloss Marcobrunn) | Ehem. Kohlhaas’scher Hof (Schloss Marcobrunn)    | Erbach, Marktstraße 12, Marktstraße 12a/12b/12c, Marktstraße 10 LageFlur: 27, Flurstück: 721, 722, 723, 724 |                                                                         |                           | 118961 DDB |
| Bild gesucht BW                               | Eckpfosten (Sachteile)                           | Erbach, Neugasse 11 LageFlur: 27, Flurstück: 461                                                            |                                                                         |                           | 118722 DDB |
| Wohnhaus mit Kelterhalle                      | Wohnhaus mit Kelterhalle                         | Erbach, Neugasse 12 LageFlur: 27, Flurstück: 449                                                            |                                                                         | 1655                      | 952939 DDB |
| Ehemalige Frühmesserei                        | Ehemalige Frühmesserei                           | Erbach, Rathausstraße 2/4 LageFlur: 27, Flurstück: 734, 736                                                 |                                                                         | Vermutlich erbaut um 1682 | 118962 DDB |
| Wohnhaus                                      | Wohnhaus                                         | Erbach, Rathausstraße 5 LageFlur: 27, Flurstück: 718                                                        |                                                                         |                           | 118963 DDB |
| Wohnhaus                                      | Wohnhaus                                         | Erbach, Rathausstraße 6 LageFlur: 27, Flurstück: 737                                                        |                                                                         |                           | 118964 DDB |
| Bild gesucht BW                               | Winzergehöft                                     | Erbach, Rathausstraße 7 LageFlur: 27, Flurstück: 725                                                        |                                                                         |                           | 119102 DDB |
| Weingut von Oettinger / Maximilianshof        | Weingut von Oettinger / Maximilianshof           | Erbach, Rheinallee 4, Rheinallee 2a/2, Andreasgasse 1 LageFlur: 27, Flurstück: 698/2, 699, 796              |                                                                         |                           | 118965 DDB |
| Fachwerkwohnhaus                              | Fachwerkwohnhaus                                 | Erbach, Rheinstraße 3b LageFlur: 27, Flurstück: 634                                                         |                                                                         |                           | 118966 DDB |
|                                               |                                                  | Erbach, Rheinstraße 14 LageFlur: 27, Flurstück: 692                                                         |                                                                         |                           | 118967 DDB |
| Immaculata                                    | Immaculata                                       | Erbach, Ringstraße LageFlur: 27, Flurstück: 354                                                             | Skulptur der Maria Immaculata                                           | 1751                      | 118968 DDB |
| Winzerhalle                                   | Winzerhalle                                      | Erbach, Ringstraße 28 LageFlur: 27, Flurstück: 368                                                          |                                                                         | 1903                      | 118969 DDB |
| Ehem. Obstmarkthalle                          | Ehem. Obstmarkthalle                             | Erbach, Ringstraße 30 LageFlur: 27, Flurstück: 369                                                          |                                                                         | 1928                      | 118974 DDB |
| Grabstätte Prinzessin Marianne von Preussen   | Kreuzigungsgruppe und Grabmäler auf dem Friedhof | Erbach, Schulacker, Trauerpfad (auf dem Friedhof) LageFlur: 27, Flurstück: 374, 375, 783                    |                                                                         |                           | 119050 DDB |
| Hof Birkenstock                               | Hof Birkenstock                                  | Erbach, Taunusstraße 2 LageFlur: 27, Flurstück: 540                                                         |                                                                         |                           | 118970 DDB |
|                                               |                                                  | Erbach, Taunusstraße 4 LageFlur: 27, Flurstück: 539                                                         | Überbaute Hofeinfahrt                                                   |                           | 118971 DDB |
| Immaculata                                    | Immaculata                                       | Erbach, Taunusstraße 7 LageFlur: 27, Flurstück: 437                                                         |                                                                         |                           | 118934 DDB |
| Wohngebäude                                   | Wohngebäude                                      | Erbach, Taunusstraße 8 LageFlur: 27, Flurstück: 537                                                         |                                                                         | 1712                      | 118902 DDB |

### Außerhalb der Ortslage
| Bild                                                                | Bezeichnung                                                         | Lage | Beschreibung                                                                        | Bauzeit       | Objekt-Nr. |
| ------------------------------------------------------------------- | ------------------------------------------------------------------- | --- | ----------------------------------------------------------------------------------- | ------------- | ---------- |
| Kreuz                                                               | Kreuz                                                               | Erbach, Bachhöll (Außerhalb der Ortslage) LageFlur: 9, Flurstück: 170 | Kreuz am Bachhöller Weg außerhalb des Ortes                                         | 1914          | 119111 DDB |
| Bild gesucht BW                                                     | Grenzstein am Leinpfad                                              | Erbach, Die grüne Aue (Außerhalb der Ortslage) LageFlur: 22, Flurstück: 2/13 | Güterstein der Freiherrn Langwerth von Simmern auf der Grünau im Erbacher Wäldchen. |               | 645381 DDB |
| Kreuzigungsgruppe am Schlossberg                                    | Kreuzigungsgruppe am Schlossberg                                    | Erbach, Herberge (Außerhalb der Ortslage) LageFlur: 16, Flurstück: 227/2 |                                                                                     |               | 118972 DDB |
| weitere Bilder                                                      | Heiligenhäuschen                                                    | Erbach, Hinter der Kirche (Außerhalb der Ortslage) LageFlur: 16, Flurstück: 202 |                                                                                     |               | 119072 DDB |
| Kreuzigungsgruppe                                                   | Kreuzigungsgruppe                                                   | Erbach, Hohenrain (Außerhalb der Ortslage) LageFlur: 10, Flurstück: 203/4 | Kleinere Kreuzigungsgruppe am Ortsausgang nach Kiedrich.                            |               | 118975 DDB |
| Klinik für Psychiatrie und Psychotherapie Eichberg (Sachgesamtheit) | Klinik für Psychiatrie und Psychotherapie Eichberg (Sachgesamtheit) | Erbach, Kloster-Eberbach-Straße 4, Honigberg (Außerhalb der Ortslage) LageFlur: 1, 5, Flurstück: 27/18, 1/4 |                                                                                     | Eröffnet 1815 | 118926 DDB |
| Marcobrunnen                                                        | Marcobrunnen                                                        | Erbach, Marcobrunnen (Außerhalb der Ortslage) LageFlur: 17, Flurstück: 41/2 |                                                                                     |               | 118973 DDB |
| weitere Bilder                                                      | Gutshof Mariannenaue                                                | Erbach, Mariannenaue 1 (Außerhalb der Ortslage) LageFlur: 23, Flurstück: 34/8 | Hauptgebäude des Gutshofs                                                           |               | 119043 DDB |
| Bild gesucht BW                                                     | Haus Marienhöhe                                                     | Erbach, Marienhöhe 1 (Außerhalb der Ortslage) LageFlur: 9, Flurstück: 11/5, 11/7, 11/8 | Um 1900 errichtete Villa inmitten der Weinberge nördlich des Ortes.                 | um 1900       | 119067 DDB |
| Bild gesucht BW                                                     | Grenzsteine                                                         | Erbach, Oberer Schaafswiesenacker (Außerhalb der Ortslage) LageFlur: 20, Flurstück: 3 | Drei Gütergrenzsteine                                                               |               | 119045 DDB |
| Bild gesucht BW                                                     | Leinpfad                                                            | Erbach, Rhein, Leinpfad, Die grüne Aue, Der Althahn (Außerhalb der Ortslage) LageFlur: 11, 16, 22, 23, 27, Flurstück: 82/30, 245/12, 245/7, 10/3, 11/2, 1/15, 1/7–9, 2/10, 2/13, 2/15, 2/3, 16/4, 750, 753, 754 |                                                                                     |               | 119096 DDB |
| Bild gesucht BW                                                     | Blaues Kreuz                                                        | Erbach, Steinmorgen (Außerhalb der Ortslage) LageFlur: 10, Flurstück: 41 |                                                                                     | 1766          | 119038 DDB |
| Bild gesucht BW                                                     | Grenzstein                                                          | Erbach, Strüth (Außerhalb der Ortslage) LageFlur: 18, Flurstück: 116/1 | Güterstein, nordwestlich außerhalb des Ortes.                                       | 1724          | 119071 DDB |
| Bild gesucht BW                                                     | Brücke                                                              | Erbach, Triftweg (Außerhalb der Ortslage) LageFlur: 20, Flurstück: 133 | Brücke über den Kisselbach.                                                         | 1724          | 119044 DDB |
| Bild gesucht BW                                                     | Wacholderhof                                                        | Erbach, Wacholderhof, Klosterwiese (Außerhalb der Ortslage) LageFlur: 4, Flurstück: 11/3, 24/3 |                                                                                     | 1724          | 118940 DDB |